# Pak Chun-hwa
Pak Chun-Hwa (nascida em 26 de janeiro de 1968) é uma ex-ciclista olímpica norte-coreana. Chun-Hwa representou o seu país durante os Jogos Olímpicos de Verão de 1992 na prova de estrada individual, em Barcelona.